# Manganaat

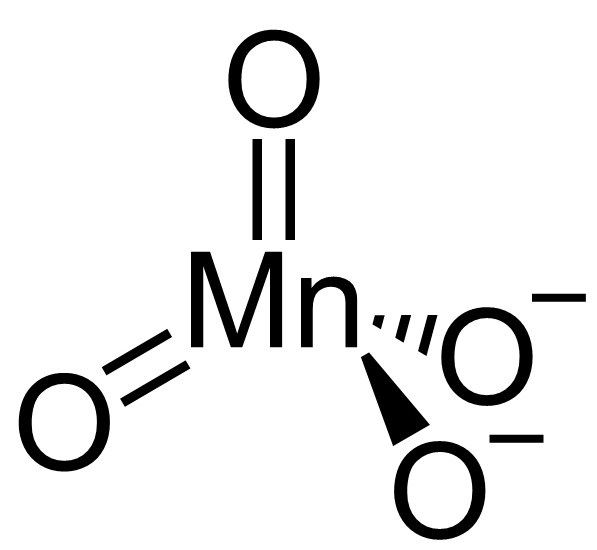
Structuurformule van het manganaat-ion.

Manganaat is een anion met als formule MnO42−, waarbij mangaan zich in oxidatietoestand +VI bevindt. Manganaat is het geconjugeerde base van het hypothetische mangaanzuur (H2MnO4). Mangaanzouten zijn meestal tussenproducten in de industriële productie van kaliumpermanganaat.
Het manganaat-ion heeft een tetraëderstructuur. Het is stabiel in waterige oplossingen, maar enkel in sterk-basische omstandigheden. Manganaten kunnen worden gevormd door oxidatie van mangaan(IV)oxide of door reductie van permanganaat.

## Optreden
Deze laatste eigenschap wordt toegepast als op laboratoruiumschaal cyanide vernietigd moet worden: de cycanide-hoedende oplossing wordt toegevoegd aan een sterk basische oplossing van kaliumpermanganaat. Het cyanide wordt geoxideerd en een deel van het permanganaat omgezet naar manganaat wat blijkt uit de groene verkleuring van de oplossing. Als het manganaat vervolgens disproportioneert naar permanganaat en bruinsteen verdwijnt het manganaat weer en daarmee de groene kleur:
{\displaystyle {\ce {3MnO4^{2-}\ +\ 2H2O\ ->\ 2MnO4^{-}\ +\ MnO2\downarrow \ +\ 4OH^{-}}}}

## Manganaatverbindingen
- Kaliummanganaat
- Natriummanganaat